# Luminometria
La luminometria è una tecnica analitica che serve ad analizzare le cariche batteriche presenti sulle superfici.

## Il luminometro
Lo strumento usato per tale analisi è il luminometro, ne esisitono di due tipologie calibrabile e verificabile, vengono usati per analizzare superfici di hotel, ristoranti, catering, cucine industriali o ospedali.
Il luminometro è fondamentale soprattutto nei magazzini di stoccaggio di prodotti freschi.

## Funzionamento
Il luminometro misura il marcatore chimico adenosina trifosfato detta ATP contenuta in ogni cellula vegetale, animale e in questo caso microbiche per la produzione di energia, ad esempio se abbiamo un campione d'acqua noi possiamo determinare la quantita' di batteri contenuta in essa in base a quanta luce viene prodotta quando l'ATP reagisce con l'enzima luciferasi, questo è lo stesso enzima che rende fluorescenti le code delle lucciole.
La luce prodotta viene analizzata dal luminometro, la quantita' di luce è direttamente proporzionale alla quantita' di ATP presente nel campione, che di conseguenza mostra la quantita' di batteri presente nel medesimo campione.